# Uskoréniye

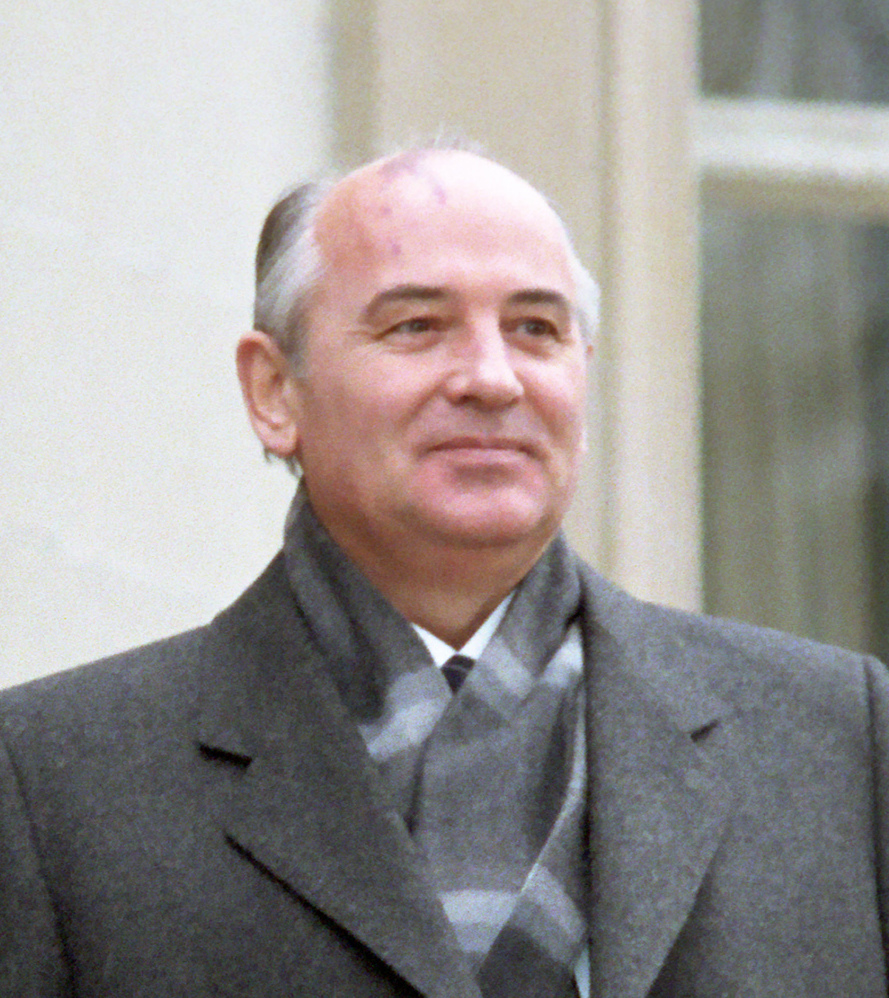
Mijaíl Gorbachov, en una fotografía de 1985.

Uskoréniye (en ruso: ускорение, literalmente aceleración) fue un lema y una política anunciada por el Secretario General del Partido Comunista Mijaíl Gorbachov el 20 de abril de 1985, en un Pleno del Partido Comunista Soviético (PCUS), que tenía como objetivo acelerar el desarrollo social y económico de la Unión Soviética. Fue el primer lema de su conjunto de reformas que también incluyeron la perestroika, la glásnost (transparencia), y la demokratizátsiya.
En mayo de 1985, Gorbachov dio un discurso en Leningrado en el que admitía la ralentización del desarrollo económico y la insuficiencia de los niveles de vida soviéticos, siendo la primera vez en la historia soviética que un líder hacía algo parecido. 
El programa de uskoréniye fue promovido en el XXVII Congreso del Partido Comunista; en el informe de Gorbachov al Congreso se hablaba de "perestroika", "uskoréniye", "factor humano", "glásnost" y "expansión del jozraschyot" (comercialización). Se había previsto que la aceleración se basara en el progreso técnico y científico, la modernización de la industria pesada (de acuerdo con el postulado marxista sobre la primacía en el desarrollo de la industria pesada sobre la industria ligera), teniendo el "factor humano" en cuenta, e incrementando la disciplina laboral y la responsabilidad de los apparátchiks. En la práctica, se llevó a cabo con la ayuda de una masiva emisión monetaria destinada a la industria pesada, lo que desestabilizó la economía y, en particular, trajo una enorme disparidad entre el dinero en efectivo y el dinero "virtual" (безналичный расчёт) utilizado en los intercambios entre las empresas y Estado y entre las propias empresas. 
La política de la mera "aceleración" finalmente fracasó, hecho que fue de facto admitido en junio de 1987 en un Pleno del Partido, y el lema "uskoréniye"  fue eliminado en favor del más ambicioso perestroika reestructuración de la economía en su conjunto).